# بتزدا سافت‌ورکز
بتزدا سافت‌ورکز (به انگلیسی: Bethesda Softworks) ناشر و سازنده بازی‌های رایانه‌ای است که در سال ۱۹۸۶ در بتزدا، ایالات متحده آمریکا تأسیس شد. بتزدا زیرمجموعه شرکت مایکروسافت است. بتزدا گستره گوناگونی از بازی‌های رایانه‌ای را در سبک‌های مختلف عرضه کرده‌است. سری الدر اسکورولز و فال‌آوت از مشهورترین عناوین ارائه شده این شرکت هستند. در ۲۱ سپتامبر ۲۰۲۰ کمپانی مایکروسافت خرید این کمپانی را با پرداخت ۷٫۵ میلیارد دلار اعلام کرد.

## فهرست بازی‌ها
| عنوان                                          | سیستم               | تاریخ انتشار             | توسعه‌دهنده(ها)                                            | منبع    |
| ---------------------------------------------- | ------------------- | ------------------------ | --------------------------------------------------------- | ------- |
| گریدیرون!                                      | آمیگا               | ۱۹۸۶                     | بتزدا سافت‌ورکز                                            | [ ۳ ]   |
| گریدیرون!                                      | آتاری اس‌تی          | ۱۹۸۶                     | بتزدا سافت‌ورکز                                            | [ ۴ ]   |
| وورتکس                                         | آمیگا               | ۱۹۸۸                     | مدیا تکنولوژی                                             | [ ۵ ]   |
| وین گرتزکی هاکی                                | آمیگا               | ۱۹۸۸                     | بتزدا سافت‌ورکز                                            | [ ۶ ]   |
| وین گرتزکی هاکی                                | آتاری اس‌تی          | ۱۹۸۸                     | بتزدا سافت‌ورکز                                            | [ ۷ ]   |
| وین گرتزکی هاکی                                | ام‌اس-داس            | ۱ ژانویه ۱۹۸۹            | بتزدا سافت‌ورکز                                            | [ ۸ ]   |
| وین گرتزکی هاکی ۲                              | ام‌اس-داس            | ۱ ژانویه ۱۹۹۰            | بتزدا سافت‌ورکز                                            | [ ۹ ]   |
| شبیه‌ساز لیگ هاکی                               | آمیگا               | ۱ ژانویه ۱۹۹۰            | بتزدا سافت‌ورکز                                            | [ ۱۰ ]  |
| شبیه‌ساز لیگ هاکی                               | ام‌اس-داس            | ۱ ژانویه ۱۹۹۰            | بتزدا سافت‌ورکز                                            | [ ۱۱ ]  |
| نابودگر                                        | ام‌اس-داس            | ۱۹۹۱                     | بتزدا سافت‌ورکز                                            | [ ۱۲ ]  |
| بسکتبال ان‌سی‌ای‌ای: مسیری به‌سوی چهارتای نهایی    | ام‌اس-داس            | ۱ ژانویه ۱۹۹۱            | بتزدا سافت‌ورکز                                            | [ ۱۳ ]  |
| وین گرتزکی هاکی ۳                              | ام‌اس-داس            | ۱ ژانویه ۱۹۹۱            | بتزدا سافت‌ورکز                                            | [ ۱۴ ]  |
| تنها در خانه                                   | ان‌ای‌اس              | ۱ اکتبر ۱۹۹۱             | بتزدا سافت‌ورکز                                            | [ ۱۵ ]  |
| والدو کجاست؟                                   | ان‌ای‌اس              | ۱ ژانویه ۱۹۹۱            | بتزدا سافت‌ورکز                                            | [ ۱۶ ]  |
| شبیه‌ساز لیگ هاکی ۲                             | ام‌اس-داس            | ۱ ژانویه ۱۹۹۲            | بتزدا سافت‌ورکز                                            | [ ۱۷ ]  |
| نابودگر: ۲۰۲۹                                  | ام‌اس-داس            | ۳۱ دسامبر ۱۹۹۲           | بتزدا سافت‌ورکز                                            | [ ۱۸ ]  |
| نابودگر: خشم                                   | ام‌اس-داس            | ۱ ژانویه ۱۹۹۳            | بتزدا سافت‌ورکز                                            | [ ۱۹ ]  |
| دلتا ۵                                         | ام‌اس-داس            | ۱۹۹۴                     | بتزدا سافت‌ورکز                                            | [ ۲۰ ]  |
| الدر اسکورولز: میدان مسابقه                    | ام‌اس-داس            | ۱۹۹۴                     | بتزدا سافت‌ورکز                                            | [ ۲۱ ]  |
| بولینگ پی‌بی‌ای                                  | مایکروسافت ویندوز   | ۱۵ نوامبر ۱۹۹۵           | بتزدا سافت‌ورکز                                            | [ ۲۲ ]  |
| نابودگر: شوک آینده                             | ام‌اس-داس            | ۳۱ دسامبر ۱۹۹۵           | بتزدا سافت‌ورکز                                            | [ ۲۳ ]  |
| اسکای‌نت                                        | ام‌اس-داس            | ۲۴ مه ۱۹۹۶               | بتزدا سافت‌ورکز                                            | [ ۲۴ ]  |
| الدر اسکورولز ۲: دگرفال                        | ام‌اس-داس            | ۳۱ اوت ۱۹۹۶              | بتزدا سافت‌ورکز                                            | [ ۲۵ ]  |
| ایکس‌کار: مسابقات تجربی                         | ام‌اس-داس            | ۳۱ ژوئیه ۱۹۹۷            | بتزدا سافت‌ورکز                                            | [ ۲۶ ]  |
| سیاره دهم                                      | ام‌اس-داس            | لغو شده                  | بتزدا سافت‌ورکز                                            | [ ۲۷ ]  |
| افسانه الدر اسکورولز: کشتی جنگی                | ام‌اس-داس            | ۳۰ نوامبر ۱۹۹۷           | بتزدا سافت‌ورکز                                            | [ ۲۸ ]  |
| برن‌اوت: مسابقات قهرمانی درگ                    | ام‌اس-داس            | ۳۱ مارس ۱۹۹۸             | بتزدا سافت‌ورکز                                            | [ ۲۹ ]  |
| ماجراهای الدر اسکورولز: نگهبان قرمز            | ام‌اس-داس            | ۳۱ اکتبر ۱۹۹۸            | بتزدا سافت‌ورکز                                            | [ ۳۰ ]  |
| سیمبیوکام                                      | مک او اس            | ۱۹۹۸                     | استون پلی پروداکشنز                                       | [ ۳۱ ]  |
| سیمبیوکام                                      | مایکروسافت ویندوز   | ۱۹۹۸                     | استون پلی پروداکشنز                                       | [ ۳۱ ]  |
| زیرو کریتیکال                                  | مک او اس            | ۱۹۹۸                     | ایستون پلی پروداکشنز                                      | [ ۳۲ ]  |
| زیرو کریتیکال                                  | مایکروسافت ویندوز   | ۱۹۹۸                     | ایستون پلی پروداکشنز                                      | [ ۳۳ ]  |
| جادو و هرج و مرج                               | مایکروسافت ویندوز   | ۳۰ آوریل ۱۹۹۹            | میتوس گیمز                                                | [ ۳۴ ]  |
| اف-۱۶ مهاجم                                    | مایکروسافت ویندوز   | ۱ ژوئیه ۱۹۹۹             | جنرال سیمولیشنز                                           | [ ۳۵ ]  |
| مسابقات درگ نیرا اینتنس ایمپورت                | مایکروسافت ویندوز   | ۳۰ سپتامبر ۱۹۹۹          | بتزدا سافت‌ورکز                                            | [ ۳۶ ]  |
| محافظ                                          | آتاری جگوار         | ۲۰ دسامبر ۱۹۹۹           | بتزدا سافت‌ورکز                                            | [ ۳۷ ]  |
| تور بولینگ پی‌بی‌ای ۲                            | مایکروسافت ویندوز   | ۱۶ فوریه ۲۰۰۰            | بتزدا سافت‌ورکز                                            | [ ۳۸ ]  |
| گرومادا                                        | مایکروسافت ویندوز   | ۱۹ ژوئن ۲۰۰۰             | گرومادا                                                   | [ ۳۹ ]  |
| سگ‌های دریایی                                   | مایکروسافت ویندوز   | ۲۴ نوامبر ۲۰۰۰           | آکلا                                                      | [ ۴۰ ]  |
| تور بولینگ پی‌بی‌ای ۲۰۰۱                         | مایکروسافت ویندوز   | ۳۰ نوامبر ۲۰۰۰           | بتزدا سافت‌ورکز                                            | [ ۴۱ ]  |
| مسابقات درگ ایرا                               | مایکروسافت ویندوز   | ۴ دسامبر ۲۰۰۰            | بتزدا سافت‌ورکز                                            | [ ۴۲ ]  |
| مسابقات آرایشگری اسکیپ                         | مایکروسافت ویندوز   | ۱۶ فوریه ۲۰۰۱            | بتزدا سافت‌ورکز                                            | [ ۴۳ ]  |
| اکلون                                          | مایکروسافت ویندوز   | ۱۶ مه ۲۰۰۱               | مادیا انترنینمنت                                          | [ ۴۴ ]  |
| جادو و هرج و مرج ۲: هنر جادوگری                | مایکروسافت ویندوز   | ۳۰ اکتبر ۲۰۰۱            | کلیمکس استودیوز                                           | [ ۴۵ ]  |
| مسابقات درگ ایرا                               | پلی‌استیشن           | ۲۰ نوامبر ۲۰۰۱           | دیجیتال دیالکت                                            | [ ۴۶ ]  |
| بستهٔ تفریحی بازی‌های کارتی خانوادگی             | پلی‌استیشن           | ۱۰ اکتبر ۲۰۰۲            | ماد داک پروداکشنز                                         | [ ۴۷ ]  |
| الدر اسکورولز ۳: موروویند                      | مایکروسافت ویندوز   | ۱ مه ۲۰۰۲                | بتزدا گیم استودیوز                                        | [ ۴۸ ]  |
| الدر اسکورولز ۳: موروویند                      | ایکس‌باکس            | ۶ ژوئن ۲۰۰۲              | بتزدا گیم استودیوز                                        | [ ۴۹ ]  |
| مسابقات درگ ایرا ۲                             | پلی‌استیشن           | ۹ دسامبر ۲۰۰۲            | دیجیتال دیالکت                                            | [ ۵۰ ]  |
| پازنیچ                                         | پلی‌استیشن           | ۲ مه ۲۰۰۳                | آلترون                                                    | [ ۵۱ ]  |
| دزدان دریایی کارائیب                           | مایکروسافت ویندوز   | ۳۰ ژوئن ۲۰۰۳             | آکلا                                                      | [ ۵۲ ]  |
| دزدان دریایی کارائیب                           | ایکس‌باکس            | ۱ ژوئیه ۲۰۰۳             | آکلا                                                      | [ ۵۳ ]  |
| سفرهای الدر اسکورولز: طوفان                    | جاوا ام‌ئی، برو      | ۱ اوت ۲۰۰۳               | ویر۲ال استودیوز                                           | [ ۵۴ ]  |
| مسابقات درگ ایرا ۲۰۰۴                          | ایکس‌باکس            | ۲۵ دسامبر ۲۰۰۳           | سوپر هپی فان فان                                          | [ ۵۵ ]  |
| سفرهای الدر اسکورولز: داونستار                 | جاوا ام‌ئی، برو      | ۳۰ ژانویه ۲۰۰۴           | ویر۲ال استودیوز                                           | [ ۵۶ ]  |
| مسابقات حرفه‌ای درگ ایرا ۲۰۰۵                   | ایکس‌باکس            | ۸ نوامبر ۲۰۰۴            | بتزدا سافت‌ورکز                                            | [ ۵۷ ]  |
| مسابقات حرفه‌ای درگ ایرا ۲۰۰۵                   | پلی‌استیشن ۲         | ۹ نوامبر ۲۰۰۴            | بتزدا سافت‌ورکز                                            | [ ۵۸ ]  |
| سفرهای الدر اسکورولز: کلید سایه‌ها              | ان-گیج              | ۲۴ نوامبر ۲۰۰۴           | ویر۲ال استودیوز                                           | [ ۵۹ ]  |
| مسابقات حرفه‌ای درگ ایرا ۲۰۰۵                   | مایکروسافت ویندوز   | ۱۷ ژوئن ۲۰۰۵             | بتزدا سافت‌ورکز                                            | [ ۶۰ ]  |
| Breeders' Cup World Thoroughbred Championships | پلی‌استیشن ۲         | ۲۹ سپتامبر ۲۰۰۵          | ۴جی استودیوز                                              | [ ۶۱ ]  |
| Breeders' Cup World Thoroughbred Championships | اکس‌باکس             | ۲۹ سپتامبر ۲۰۰۵          | ۴جی استودیوز                                              | [ ۶۲ ]  |
| ندای کتولهو: گوشه‌های تاریک زمین                | اکس‌باکس             | ۲۴ اکتبر ۲۰۰۵            | هرفرست پروداکشنز                                          | [ ۶۳ ]  |
| الدر اسکورولز ۴: فراموشی                       | مایکروسافت ویندوز   | ۲۰ مارس ۲۰۰۶             | استودیوهای بازی بتزدا                                     | [ ۶۴ ]  |
| الدر اسکورولز ۴: فراموشی                       | ایکس‌باکس ۳۶۰        | ۲۰ مارس ۲۰۰۶             | استودیوهای بازی بتزدا                                     | [ ۶۵ ]  |
| الدر اسکورولز ۴: فراموشی                       | پلی‌استیشن ۳         | ۱۹ مارس ۲۰۰۷             | استودیوهای بازی بتزدا                                     | [ ۶۶ ]  |
| ندای کتولهو: گوشه‌های تاریک زمین                | مایکروسافت ویندوز   | ۲۶ آوریل ۲۰۰۶            | هدفرست پروداکشنز                                          | [ ۶۷ ]  |
| سفرهای الدر اسکورولز: فراموشی                  | جاوا ام‌ئی، برو      | ۲ مه ۲۰۰۶                | سوپراسکیپ                                                 | [ ۶۸ ]  |
| مسابقات درگ ایرا: نسخه ورزشکار                 | مایکروسافت ویندوز   | ۱۲ ژوئن ۲۰۰۶             | بتزدا سافت‌ورکز                                            | [ ۶۹ ]  |
| مسابقات درگ ایرا: نسخه ورزشکار                 | پلی‌استیشن ۲         | ۱۳ ژوئن ۲۰۰۶             | بتزدا سافت‌ورکز                                            | [ ۷۰ ]  |
| مسابقات درگ ایرا: نسخه ورزشکار                 | ایکس‌باکس ۳۶۰        | ۲۸ ژوئن ۲۰۰۶             | بتزدا سافت‌ورکز                                            | [ ۷۱ ]  |
| دزدان دریایی کارائیب: افسانه جک اسپارو         | مایکروسافت ویندوز   | ۲۷ ژوئن ۲۰۰۶             | ۷ استودیوز، بوئنا ویستا گیمز                              | [ ۷۲ ]  |
| دزدان دریایی کارائیب: افسانه جک اسپارو         | پلی‌استیشن ۲         | ۲۷ ژوئن ۲۰۰۶             | ۷ استودیوز، بوئنا ویستا گیمز                              | [ ۷۳ ]  |
| استار ترک: رویارویی‌ها                          | پلی‌استیشن ۲         | ۳ اکتبر ۲۰۰۶             | ۴جی استودیوز                                              | [ ۷۴ ]  |
| استار ترک: نبرد تاکتیکی                        | نینتندو دی‌اس        | ۲۶ اکتبر ۲۰۰۶            | کوئیک‌سیلور سافت‌ور                                         | [ ۷۵ ]  |
| استار ترک: نبرد تاکتیکی                        | پلی‌استیشن همراه     | ۱۴ نوامبر ۲۰۰۶           | کوئیک‌سیلور سافت‌ور                                         | [ ۷۶ ]  |
| استار ترک: میراث                               | مایکروسافت ویندوز   | ۵ دسامبر ۲۰۰۶            | مد داک سافت‌ور                                             | [ ۷۷ ]  |
| استار ترک: میراث                               | ایکس‌باکس ۳۶۰        | ۱۵ دسامبر ۲۰۰۶           | مد داک سافت‌ور                                             | [ ۷۸ ]  |
| استار ترک: تسخیر                               | پلی‌استیشن ۲         | ۲۰ نوامبر ۲۰۰۷           | ۴جی استودیوز                                              | [ ۷۹ ]  |
| استار ترک: تسخیر                               | وی                  | ۲۰ نوامبر ۲۰۰۷           | ۴جی استودیوز                                              | [ ۸۰ ]  |
| دوکاتی موتو                                    | نینتندو دی‌اس        | ۱ ژوئیه ۲۰۰۸             | ۴جی استودیوز                                              | [ ۸۱ ]  |
| فال‌اوت ۳                                       | مایکروسافت ویندوز   | ۲۸ اکتبر ۲۰۰۸            | استودیوهای بازی بتزدا                                     | [ ۸۲ ]  |
| فال‌اوت ۳                                       | پلی‌استیشن ۳         | ۲۸ اکتبر ۲۰۰۸            | استودیوهای بازی بتزدا                                     | [ ۸۳ ]  |
| فال‌اوت ۳                                       | اکس‌باکس ۳۶۰         | ۲۸ اکتبر ۲۰۰۸            | استودیوهای بازی بتزدا                                     | [ ۸۴ ]  |
| مرطوب                                          | پلی‌استیشن ۳         | ۱۵ سپتامبر ۲۰۰۹          | آرتیفیشیال مایند اند موومنت                               | [ ۸۵ ]  |
| مرطوب                                          | ایکس‌باکس ۳۶۰        | ۱۵ سپتامبر ۲۰۰۹          | آرتیفیشیال مایند اند موومنت                               | [ ۸۶ ]  |
| ویل‌اسپین                                       | وی                  | ۲۷ نوامبر ۲۰۰۹           | آوسام پلی                                                 | [ ۸۷ ]  |
| جنگجوی سرکش                                    | مایکروسافت ویندوز   | ۱ دسامبر ۲۰۰۹            | ربلیون دولوپمنتز                                          | [ ۸۸ ]  |
| جنگجوی سرکش                                    | پلی‌استیشن ۳         | ۱ دسامبر ۲۰۰۹            | ربلیون دولوپمنتز                                          | [ ۸۹ ]  |
| جنگجوی سرکش                                    | اکس‌باکس ۳۶۰         | ۱ دسامبر ۲۰۰۹            | ربلیون دولوپمنتز                                          | [ ۹۰ ]  |
| دوم ۲                                          | اکس‌باکس ۳۶۰         | ۲۶ مه ۲۰۱۰               | اید سافت‌ویر، نرو سافت‌ویر                                  | [ ۹۱ ]  |
| دوم ۲                                          | پلی‌استیشن ۳         | ۲۰ نوامبر ۲۰۱۲           | اید سافت‌ویر، نرو سافت‌ویر                                  | [ ۹۲ ]  |
| دوم ۲                                          | نینتندو سوئیچ       | ۲۶ ژوئیه ۲۰۱۹            | اید سافت‌ویر، نرو سافت‌ویر                                  | [ ۹۳ ]  |
| کوئیک لایو                                     | مایکروسافت ویندوز   | ۶ اوت ۲۰۱۰               | اید سافت‌ویر                                               | [ ۹۴ ]  |
| فال‌اوت: نیو وگاس                               | مایکروسافت ویندوز   | ۱۹ اکتبر ۲۰۱۰            | آبزیدیان انترنینمنت                                       | [ ۹۵ ]  |
| فال‌اوت: نیو وگاس                               | پلی‌استیشن ۳         | ۱۹ اکتبر ۲۰۱۰            | آبزیدیان انترنینمنت                                       | [ ۹۶ ]  |
| فال‌اوت: نیو وگاس                               | ایکس‌باکس ۳۶۰        | ۱۹ اکتبر ۲۰۱۰            | آبزیدیان انترنینمنت                                       | [ ۹۷ ]  |
| کوئیک ۳ آرنا آرکید                             | ایکس‌باکس ۳۶۰        | ۱۵ دسامبر ۲۰۱۰           | اید سافت‌ویر                                               | [ ۹۸ ]  |
| برینک                                          | مایکروسافت ویندوز   | ۱۰ مه ۲۰۱۱               | اسپلش دمیج                                                | [ ۹۹ ]  |
| برینک                                          | پلی‌استیشن ۳         | ۱۰ مه ۲۰۱۱               | اسپلش دمیج                                                | [ ۱۰۰ ] |
| برینک                                          | ایکس‌باکس ۳۶۰        | ۱۰ مه ۲۰۱۱               | اسپلش دمیج                                                | [ ۱۰۱ ] |
| شکار شده: کوره شیطان                           | مایکروسافت ویندوز   | ۳۱ مه ۲۰۱۱               | اینکسایل انترتینمنت                                       | [ ۱۰۲ ] |
| شکار شده: کوره شیطان                           | پلی‌استیشن ۳         | ۳۱ مه ۲۰۱۱               | اینکسایل انترتینمنت                                       | [ ۱۰۳ ] |
| شکار شده: کوره شیطان                           | ایکس‌باکس ۳۶۰        | ۳۱ مه ۲۰۱۱               | اینکسایل انترتینمنت                                       | [ ۱۰۴ ] |
| خشم                                            | اواس ۱۰             | ۴ اکتبر ۲۰۱۱             | اید سافت‌ویر                                               | [ ۱۰۵ ] |
| خشم                                            | مایکروسافت ویندوز   | ۴ اکتبر ۲۰۱۱             | اید سافت‌ویر                                               | [ ۱۰۶ ] |
| خشم                                            | پلی‌استیشن ۳         | ۴ اکتبر ۲۰۱۱             | اید سافت‌ویر                                               | [ ۱۰۷ ] |
| خشم                                            | اکس‌باکس ۳۶۰         | ۴ اکتبر ۲۰۱۱             | اید سافت‌ویر                                               | [ ۱۰۸ ] |
| الدر اسکورولز ۵: اسکایرم                       | مایکروسافت ویندوز   | ۱۱ نوامبر ۲۰۱۱           | بتزدا گیم استودیوز                                        | [ ۱۰۹ ] |
| الدر اسکورولز ۵: اسکایرم                       | پلی‌استیشن ۳         | ۱۱ نوامبر ۲۰۱۱           | بتزدا گیم استودیوز                                        | [ ۱۱۰ ] |
| الدر اسکورولز ۵: اسکایرم                       | ایکس‌باکس ۳۶۰        | ۱۱ نوامبر ۲۰۱۱           | بتزدا گیم استودیوز                                        | [ ۱۱۱ ] |
| بی‌آبرو                                         | مایکروسافت ویندوز   | ۹ اکتبر ۲۰۱۲             | آرکین استودیوز                                            | [ ۱۱۲ ] |
| بی‌آبرو                                         | پلی‌استیشن ۳         | ۹ اکتبر ۲۰۱۲             | آرکین استودیوز                                            | [ ۱۱۳ ] |
| بی‌آبرو                                         | ایکس‌باکس ۳۶۰        | ۹ اکتبر ۲۰۱۲             | آرکین استودیوز                                            | [ ۱۱۴ ] |
| بی‌آبرو                                         | پلی‌استیشن ۴         | ۲۵ اوت ۲۰۱۵ (نسخه نهایی) | آرکین استودیوز                                            | [ ۱۱۵ ] |
| بی‌آبرو                                         | اکس‌باکس وان         | ۲۵ اوت ۲۰۱۵ (نسخه نهایی) | آرکین استودیوز                                            | [ ۱۱۵ ] |
| دوم ۳ نسخه بی‌اف‌جی                              | مایکروسافت ویندوز   | ۱۶ اکتبر ۲۰۱۲            | اید سافت‌ویر                                               | [ ۱۱۶ ] |
| دوم ۳ نسخه بی‌اف‌جی                              | پلی‌استیشن ۳         | ۱۶ اکتبر ۲۰۱۲            | اید سافت‌ویر                                               | [ ۱۱۷ ] |
| دوم ۳ نسخه بی‌اف‌جی                              | ایکس‌باکس ۳۶۰        | ۱۶ اکتبر ۲۰۱۲            | اید سافت‌ویر                                               | [ ۱۱۸ ] |
| دوم ۳ نسخه بی‌اف‌جی                              | نینتندو سوئیچ       | ۲۶ ژوئیه ۲۰۱۹            | اید سافت‌ویر، پنیک باتن                                    | [ ۹۳ ]  |
| دوم                                            | پلی‌استیشن ۳         | ۲۰ نوامبر ۲۰۱۲           | اید سافت‌ویر                                               | [ ۹۲ ]  |
| دوم                                            | نینتندو سوئیچ       | ۲۶ ژوئیه ۲۰۱۹            | اید سافت‌ویر                                               | [ ۹۳ ]  |
| الدر اسکورولز آنلاین                           | اواس ۱۰             | ۴ آوریل ۲۰۱۴             | استودیوی آنلاین زنی‌مکس                                    | [ ۱۱۹ ] |
| الدر اسکورولز آنلاین                           | مایکروسافت ویندوز   | ۴ آوریل ۲۰۱۴             | استودیوی آنلاین زنی‌مکس                                    | [ ۱۲۰ ] |
| ولفنشتاین: نظام نو                             | مایکروسافت ویندوز   | ۲۰ مه ۲۰۱۴               | ماشین‌گیمز                                                 | [ ۱۲۱ ] |
| ولفنشتاین: نظام نو                             | پلی‌استیشن ۳         | ۲۰ مه ۲۰۱۴               | ماشین‌گیمز                                                 | [ ۱۲۲ ] |
| ولفنشتاین: نظام نو                             | پلی‌استیشن ۴         | ۲۰ مه ۲۰۱۴               | ماشین‌گیمز                                                 | [ ۱۲۳ ] |
| ولفنشتاین: نظام نو                             | اکس‌باکس ۳۶۰         | ۲۰ مه ۲۰۱۴               | ماشین‌گیمز                                                 | [ ۱۲۴ ] |
| ولفنشتاین: نظام نو                             | اکس‌باکس وان         | ۲۰ مه ۲۰۱۴               | ماشین‌گیمز                                                 | [ ۱۲۵ ] |
| شیطان درون                                     | مایکروسافت ویندوز   | ۱۴ اکتبر ۲۰۱۴            | تانگو گیم‌ورکس                                             | [ ۱۲۶ ] |
| شیطان درون                                     | پلی‌استیشن ۳         | ۱۴ اکتبر ۲۰۱۴            | تانگو گیم‌ورکس                                             | [ ۱۲۷ ] |
| شیطان درون                                     | پلی‌استیشن ۴         | ۱۴ اکتبر ۲۰۱۴            | تانگو گیم‌ورکس                                             | [ ۱۲۸ ] |
| شیطان درون                                     | ایکس‌باکس ۳۶۰        | ۱۴ اکتبر ۲۰۱۴            | تانگو گیم‌ورکس                                             | [ ۱۲۹ ] |
| شیطان درون                                     | ایکس‌باکس وان        | ۱۴ اکتبر ۲۰۱۴            | تانگو گیم‌ورکس                                             | [ ۱۳۰ ] |
| ولفشتاین: خون قدیمی                            | مایکروسافت ویندوز   | ۵ مه ۲۰۱۵                | ماشین‌گیمز                                                 | [ ۱۳۱ ] |
| ولفشتاین: خون قدیمی                            | پلی‌استیشن ۴         | ۵ مه ۲۰۱۵                | ماشین‌گیمز                                                 | [ ۱۳۱ ] |
| ولفشتاین: خون قدیمی                            | ایکس‌باکس وان        | ۵ مه ۲۰۱۵                | ماشین‌گیمز                                                 | [ ۱۳۱ ] |
| الدر اسکورولز آنلاین                           | پلی‌استیشن ۴         | ۹ ژوئن ۲۰۱۵              | استودیوی آنلاین زنی‌مک                                     | [ ۱۳۲ ] |
| الدر اسکورولز آنلاین                           | اکس‌باکس وان         | ۹ ژوئن ۲۰۱۵              | استودیوی آنلاین زنی‌مک                                     | [ ۱۳۳ ] |
| فال‌اوت شلتر                                    | آی‌اواس              | ۱۴ ژوئن ۲۰۱۵             | بتزدا گیم استودیوز                                        | [ ۱۳۴ ] |
| فال‌اوت شلتر                                    | اندروید             | ۱۳ اوت ۲۰۱۵              | بتزدا گیم استودیوز                                        | [ ۱۳۵ ] |
| فال‌اوت شلتر                                    | ایکس‌باکس وان        | ۷ فوریه ۲۰۱۷             | بتزدا گیم استودیوز                                        | [ ۱۳۶ ] |
| فال‌اوت ۴                                       | مایکروسافت ویندوز   | ۱۰ نوامبر ۲۰۱۵           | بتزدا گیم استودیوز                                        | [ ۱۳۷ ] |
| فال‌اوت ۴                                       | پلی‌استیشن ۴         | ۱۰ نوامبر ۲۰۱۵           | بتزدا گیم استودیوز                                        | [ ۱۳۷ ] |
| فال‌اوت ۴                                       | اکس‌باکس وان         | ۱۰ نوامبر ۲۰۱۵           | بتزدا گیم استودیوز                                        | [ ۱۳۷ ] |
| دوم                                            | مایکروسافت ویندوز   | ۱۳ مه ۲۰۱۶               | اید سافت‌ویر                                               | [ ۱۳۸ ] |
| دوم                                            | پلی‌استیشن ۴         | ۱۳ مه ۲۰۱۶               | اید سافت‌ویر                                               | [ ۱۳۸ ] |
| دوم                                            | ایکس‌باکس وان        | ۱۳ مه ۲۰۱۶               | اید سافت‌ویر                                               | [ ۱۳۸ ] |
| دوم                                            | نینتندو سوئیچ       | ۱۰ نوامبر ۲۰۱۷           | اید سافت‌ویر                                               | [ ۱۳۹ ] |
| بی‌آبرو ۲                                       | مایکروسافت ویندوز   | ۱۱ نوامبر ۲۰۱۶           | آرکین استودیوز                                            | [ ۱۴۰ ] |
| بی‌آبرو ۲                                       | پلی‌استیشن ۴         | ۱۱ نوامبر ۲۰۱۶           | آرکین استودیوز                                            | [ ۱۴۰ ] |
| بی‌آبرو ۲                                       | ایکس‌باکس وان        | ۱۱ نوامبر ۲۰۱۶           | آرکین استودیوز                                            | [ ۱۴۰ ] |
| الدر اسکورولز: افسانه‌ها                        | مایکروسافت ویندوز   | ۹ مارس ۲۰۱۷              | دایر ولف دیجیتال (۲۰۱۷–۲۰۱۸) اسپارکی‌پنتز استودیوز (۲۰۱۸–) | [ ۱۴۱ ] |
| الدر اسکورولز: افسانه‌ها                        | آی‌اواس              | ۲۳ مارس ۲۰۱۷             | دایر ولف دیجیتال (۲۰۱۷–۲۰۱۸) اسپارکی‌پنتز استودیوز (۲۰۱۸–) | [ ۱۴۱ ] |
| الدر اسکورولز: افسانه‌ها                        | اندروید             | آوریل ۲۰۱۷               | دایر ولف دیجیتال (۲۰۱۷–۲۰۱۸) اسپارکی‌پنتز استودیوز (۲۰۱۸–) | [ ۱۴۱ ] |
| الدر اسکورولز: افسانه‌ها                        | مک‌اواس              | مه ۲۰۱۷                  | دایر ولف دیجیتال (۲۰۱۷–۲۰۱۸) اسپارکی‌پنتز استودیوز (۲۰۱۸–) | [ ۱۴۱ ] |
| الدر اسکورولز: افسانه‌ها                        | نینتندو سوئیچ       | ن/م                      | دایر ولف دیجیتال (۲۰۱۷–۲۰۱۸) اسپارکی‌پنتز استودیوز (۲۰۱۸–) | [ ۱۴۲ ] |
| الدر اسکورولز: افسانه‌ها                        | پلی‌استیشن ۴         | ن/م                      | دایر ولف دیجیتال (۲۰۱۷–۲۰۱۸) اسپارکی‌پنتز استودیوز (۲۰۱۸–) | [ ۱۴۲ ] |
| الدر اسکورولز: افسانه‌ها                        | ایکس‌باکس وان        | ن/م                      | دایر ولف دیجیتال (۲۰۱۷–۲۰۱۸) اسپارکی‌پنتز استودیوز (۲۰۱۸–) | [ ۱۴۲ ] |
| بی‌آبرو: مرگ بیگانه                             | مایکروسافت ویندوز   | ۱۵ سپتامبر ۲۰۱۷          | آرکین استودیوز                                            | [ ۱۴۳ ] |
| پلی‌استیشن ۴                                    | [ ۱۴۳ ]             | ۱۵ سپتامبر ۲۰۱۷          | آرکین استودیوز                                            |         |
| ایکس‌باکس وان                                   | [ ۱۴۳ ]             | ۱۵ سپتامبر ۲۰۱۷          | آرکین استودیوز                                            |         |
| شیطان درون ۲                                   | مایکروسافت ویندوز   | ۱۳ اکتبر ۲۰۱۷            | تانگو گیم‌ورکس                                             | [ ۱۴۳ ] |
| پلی‌استیشن ۴                                    | [ ۱۴۳ ]             | ۱۳ اکتبر ۲۰۱۷            | تانگو گیم‌ورکس                                             |         |
| اکس‌باکس وان                                    | [ ۱۴۳ ]             | ۱۳ اکتبر ۲۰۱۷            | تانگو گیم‌ورکس                                             |         |
| ولفنشتاین ۲: غول جدید                          | مایکروسافت ویندوز   | ۲۷ اکتبر ۲۰۱۷            | ماشین‌گیمز                                                 | [ ۱۴۴ ] |
| ولفنشتاین ۲: غول جدید                          | پلی‌استیشن ۴         | ۲۷ اکتبر ۲۰۱۷            | ماشین‌گیمز                                                 | [ ۱۴۴ ] |
| ولفنشتاین ۲: غول جدید                          | اکس‌باکس وان         | ۲۷ اکتبر ۲۰۱۷            | ماشین‌گیمز                                                 | [ ۱۴۴ ] |
| ولفنشتاین ۲: غول جدید                          | نینتندو سوئیچ       | ۲۹ ژوئن ۲۰۱۸             | ماشین‌گیمز                                                 | [ ۱۴۵ ] |
| فال‌اوت ۷۶                                      | مایکروسافت ویندوز   | ۱۴ نوامبر ۲۰۱۸           | بتزدا گیم استودیوز                                        | [ ۱۴۶ ] |
| فال‌اوت ۷۶                                      | پلی‌استیشن ۴         | ۱۴ نوامبر ۲۰۱۸           | بتزدا گیم استودیوز                                        | [ ۱۴۶ ] |
| فال‌اوت ۷۶                                      | اکس‌باکس وان         | ۱۴ نوامبر ۲۰۱۸           | بتزدا گیم استودیوز                                        | [ ۱۴۶ ] |
| الدر اسکورولز: بلیدز                           | آی‌اواس              | ۲۷ مارس ۲۰۱۹             | استودیوهای بازی بتزدا                                     | [ ۱۴۷ ] |
| الدر اسکورولز: بلیدز                           | اندروید             | ۲۷ مارس ۲۰۱۹             | استودیوهای بازی بتزدا                                     | [ ۱۴۷ ] |
| خشم ۲                                          | مایکروسافت ویندوز   | ۱۴ مه ۲۰۱۹               | استودیو آوالانچ و اید سافت‌ویر                             | [ ۱۴۳ ] |
| پلی‌استیشن ۴                                    | [ ۱۴۳ ]             | ۱۴ مه ۲۰۱۹               | استودیو آوالانچ و اید سافت‌ویر                             |         |
| ایکس‌باکس وان                                   | [ ۱۴۳ ]             | ۱۴ مه ۲۰۱۹               | استودیو آوالانچ و اید سافت‌ویر                             |         |
| استادیا                                        | ۲۰۱۹                | [ ۱۴۸ ]                  | استودیو آوالانچ و اید سافت‌ویر                             |         |
| ولفنشتاین: نیروی تازه‌نفس                       | مایکروسافت ویندوز   | ۲۶ ژوئیه ۲۰۱۹            | ماشین‌گیمز و آرکین استودیوز                                | [ ۱۴۹ ] |
| ولفنشتاین: نیروی تازه‌نفس                       | پلی‌استیشن ۴         | ۲۶ ژوئیه ۲۰۱۹            | ماشین‌گیمز و آرکین استودیوز                                | [ ۱۴۹ ] |
| ولفنشتاین: نیروی تازه‌نفس                       | اکس‌باکس وان         | ۲۶ ژوئیه ۲۰۱۹            | ماشین‌گیمز و آرکین استودیوز                                | [ ۱۴۹ ] |
| ولفنشتاین: نیروی تازه‌نفس                       | نینتندو سوئیچ       | ۲۶ ژوئیه ۲۰۱۹            | ماشین‌گیمز و آرکین استودیوز                                | [ ۱۴۹ ] |
| ولفنشتاین: خلبان سایبری                        | اچ‌تی‌سی وایو         | ۲۶ ژوئیه ۲۰۱۹            | ماشین‌گیمز و آرکین استودیوز                                | [ ۱۵۰ ] |
| ولفنشتاین: خلبان سایبری                        | پلی‌استیشن وی‌آر      | ۲۶ ژوئیه ۲۰۱۹            | ماشین‌گیمز و آرکین استودیوز                                | [ ۱۵۰ ] |
| الدر اسکورولز آنلاین                           | استادیا             | ۲۰۱۹                     | استودیوی آنلاین زنی‌مکس                                    | [ ۱۴۸ ] |
| ولفنشتاین: نیروی تازه‌نفس                       | استادیا             | ۲۰۱۹                     | ماشین‌گیمز                                                 | [ ۱۴۸ ] |
| فرمانده کین                                    | آی‌اواس              | ۲۰۱۹                     | استودیوی آنلاین زنی‌مکس                                    | [ ۱۵۱ ] |
| فرمانده کین                                    | اندروید             | ۲۰۱۹                     | استودیوی آنلاین زنی‌مکس                                    | [ ۱۵۱ ] |
| کوئیک چمپیونز                                  | مایکروسافت ویندوز   | ن/م                      | اید سافت‌ویر                                               | [ ۱۵۲ ] |
| دوم جاودان                                     | استادیا             | ۲۰ مارس ۲۰۲۰             | اید سافت‌ویر                                               | [ ۱۵۳ ] |
| دوم جاودان                                     | مایکروسافت ویندوز   | ۲۰ مارس ۲۰۲۰             | اید سافت‌ویر                                               | [ ۱۵۳ ] |
| دوم جاودان                                     | پلی‌استیشن ۴         | ۲۰ مارس ۲۰۲۰             | اید سافت‌ویر                                               | [ ۱۵۳ ] |
| دوم جاودان                                     | ایکس‌باکس وان        | ۲۰ مارس ۲۰۲۰             | اید سافت‌ویر                                               | [ ۱۵۳ ] |
| دوم جاودان                                     | نینتندو سوئیچ       | ن/م                      | اید سافت‌ویر                                               | [ ۱۵۳ ] |
| دوم ۶۴                                         | مایکروسافت ویندوز   | ۲۰ مارس ۲۰۲۰             | میدوی گیمز                                                | [ ۱۵۴ ] |
| دوم ۶۴                                         | پلی‌استیشن ۴         | ۲۰ مارس ۲۰۲۰             | میدوی گیمز                                                | [ ۱۵۴ ] |
| دوم ۶۴                                         | ایکس‌باکس وان        | ۲۰ مارس ۲۰۲۰             | میدوی گیمز                                                | [ ۱۵۴ ] |
| دوم ۶۴                                         | نینتندو سوئیچ       | ن/م                      | میدوی گیمز                                                | [ ۱۵۴ ] |
| چرخه مرگ                                       | Xbox series s-x PS5 | ۱۴ سپتامبر ۲۰۲۱          | آرکین استودیوز                                            | [ ۱۵۵ ] |
| گوست‌وایر: توکیو                                | ن/م                 | ن/م                      | تانگو گیم‌ورکس                                             | [ ۱۵۶ ] |
| استارفیلد                                      | Xbox series s-x     | ۶ دسامبر ۲۰۲۳            | بتزدا گیم استودیوز                                        | [ ۱۵۷ ] |
| الدر اسکورولز ۶                                | ن/م                 | ن/م                      | بتزدا گیم استودیوز                                        | [ ۱۵۷ ] |
| ولفنشتاین ۳                                    | ن/م                 | ن/م                      | ماشین‌گیمز                                                 | [ ۱۵۸ ] |